# GeForce 7
GeForce 7 – siódma generacja kart graficznych z serii GeForce, produkowanych przez firmę NVIDIA.
Wszystkie modele z tej serii obsługują DirectX 9. 22 czerwca 2005 roku premierę miała pierwsza karta graficzna z tej serii, czyli GeForce 7800 GTX.

## Modele z serii 7
- Seria 7100
  - GeForce 7100 GS
- Seria 7300
  - GeForce 7300 SE
  - GeForce 7300 LE
  - GeForce 7300 GS
  - GeForce 7300 GT
- Seria 7600
  - GeForce 7600 GS
  - GeForce 7600 GT
- Seria 7800
  - GeForce 7800 GS AGP
  - GeForce 7800 GT
  - GeForce 7800 GTX
  - GeForce 7800 GTX 512
  - GeForce 7800 GT Dual
- Seria 7900
  - GeForce 7900 GS
  - GeForce 7900 GT
  - GeForce 7900 GTO
  - GeForce 7900 GTX
- Seria 7950

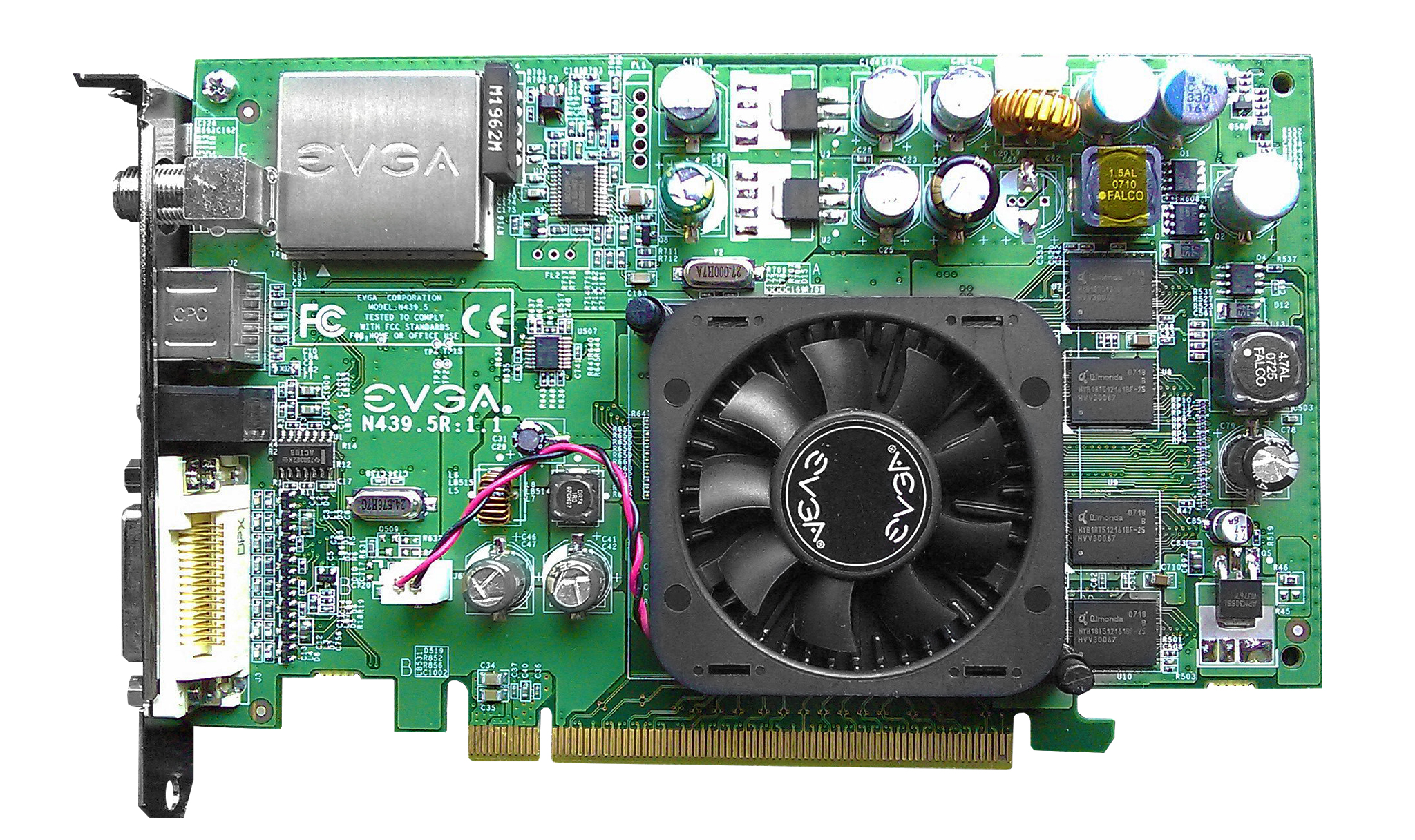
EVGA GeForce 7300 GS Personal Cinema

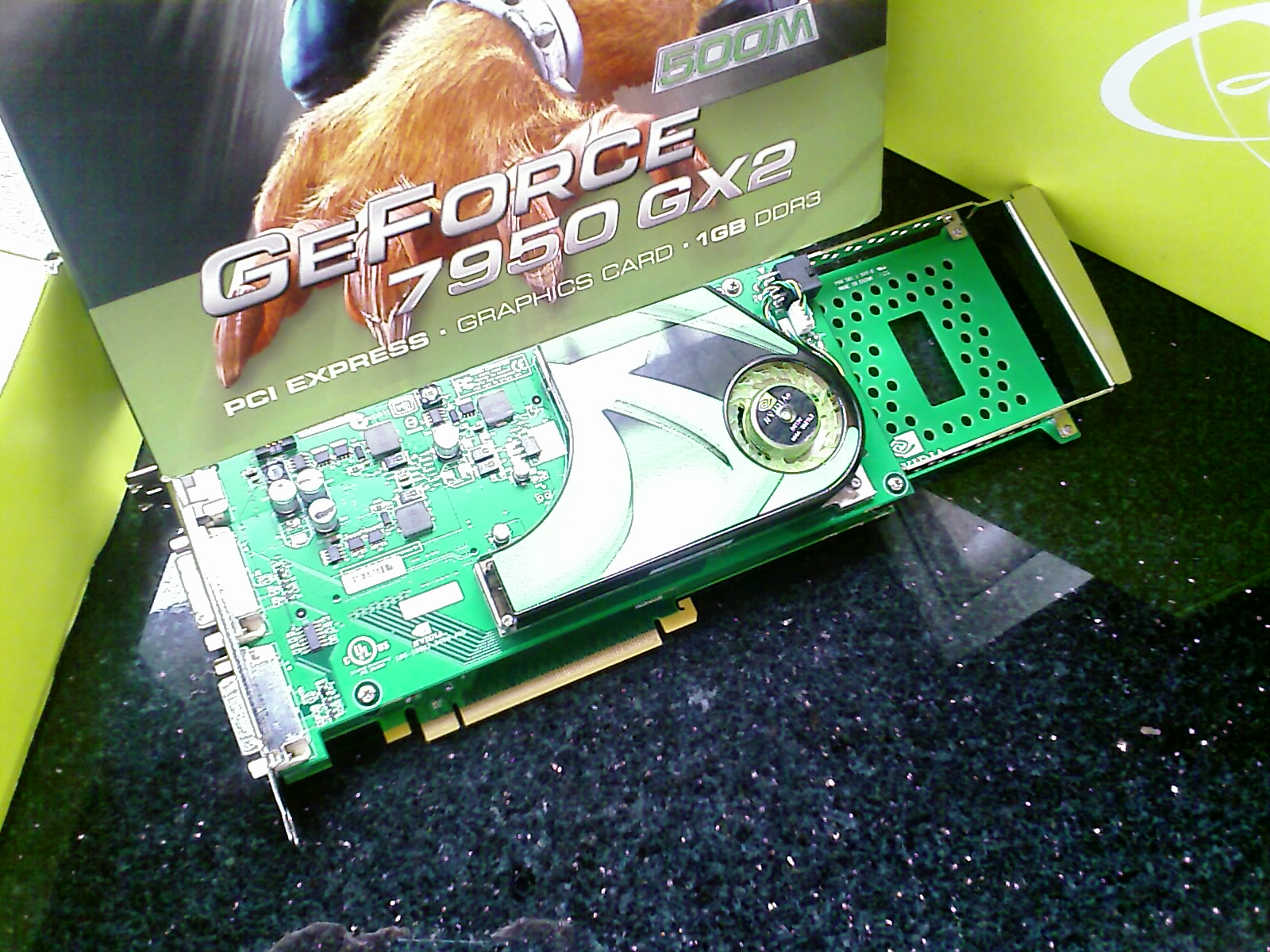
NVIDIA GeForce 7950 GX2

  - GeForce 7950 GT – karta graficzna z pamięcią 512MB. Jest konkurentem Radeona X1950.
  - GeForce 7950 GX2 – karta graficzna z dwoma procesorami graficznymi.

## Szczegóły
| Model        | Układ  | Taktowanie Rdzenia | Taktowanie Pamięci | Rodzaj Pamięci | Pojemność Pamięci | Proces | Pixel Shader | Vertex Shader |
| ------------ | ------ | ------------------ | ------------------ | -------------- | ----------------- | ------ | ------------ | ------------- |
| 7100 GS      | G70    | 350 MHz            | 600 MHz            | GDDR2 (64Bit)  | 128 MB            | 110 nm | 4            | 3             |
| 7300 SE      | G73    | 400 MHz            | 650 MHz            | GDDR2 (64Bit)  | 128 MB            | 90 nm  | 4            | 3             |
| 7300 LE      | G73    | 450 MHz            | 700 MHz            | GDDR2 (64Bit)  | 256 MB            | 90 nm  | 4            | 3             |
| 7300 GS      | G73    | 550 MHz            | 800 MHz            | GDDR2 (32Bit)  | 512 MB            | 90 nm  | 3            | 3             |
| 7300 GT      | G73    | 400 MHz            | 1000 MHz           | GDDR3 (128Bit) | 256 MB            | 90 nm  | 8            | 4             |
| 7600 GS      | G73    | 400 MHz            | 800 MHz            | GDDR3 (128Bit) | 256 MB            | 90 nm  | 12           | 5             |
| 7600 GT      | G73    | 560 MHz            | 1400 MHz           | GDDR3 (128Bit) | 256 MB            | 90 nm  | 12           | 5             |
| 7800 GS AGP  | G70    | 375 MHz            | 1200 MHz           | GDDR3 (256Bit) | 256 MB            | 110 nm | 16           | 6             |
| 7800 GT      | G70    | 400 MHz            | 1000 MHz           | GDDR3 (256Bit) | 256 MB            | 110 nm | 20           | 7             |
| 7800 GTX     | G70    | 430 MHz            | 1200 MHz           | GDDR3 (256Bit) | 256 MB            | 110 nm | 24           | 8             |
| 7800 GTX 512 | G70    | 560 MHz            | 1700 MHz           | GDDR3 (256Bit) | 512 MB            | 110 nm | 24           | 8             |
| 7800 GT Dual | 2x G70 | 400 MHz            | 1000 MHz           | GDDR3 (256Bit) | 512 MB            | 110 nm | 40           | 14            |
| 7900 GS      | G71    | 450 MHz            | 1320 MHz           | GDDR3 (256Bit) | 256 MB            | 90 nm  | 20           | 7             |
| 7900 GT      | G71    | 450 MHz            | 1320 MHz           | GDDR3 (256Bit) | 256 MB            | 90 nm  | 24           | 8             |
| 7900 GTO     | G71    | 650 MHz            | 1320 MHz           | GDDR3 (256Bit) | 512 MB            | 90 nm  | 24           | 8             |
| 7900 GTX     | G71    | 650 MHz            | 1600 MHz           | GDDR3 (256Bit) | 512 MB            | 90 nm  | 24           | 8             |
| 7950 GT      | G71    | 550 MHz            | 1400 MHz           | GDDR3 (256Bit) | 512 MB            | 90 nm  | 24           | 8             |
| 7950 GX2     | 2x G71 | 500 MHz            | 1200 MHz           | GDDR3 (256Bit) | 1024 MB           | 90 nm  | 48           | 16            |